# 申特魯佩爾特
45°58′37″N 15°5′23″E / 45.97694°N 15.08972°E

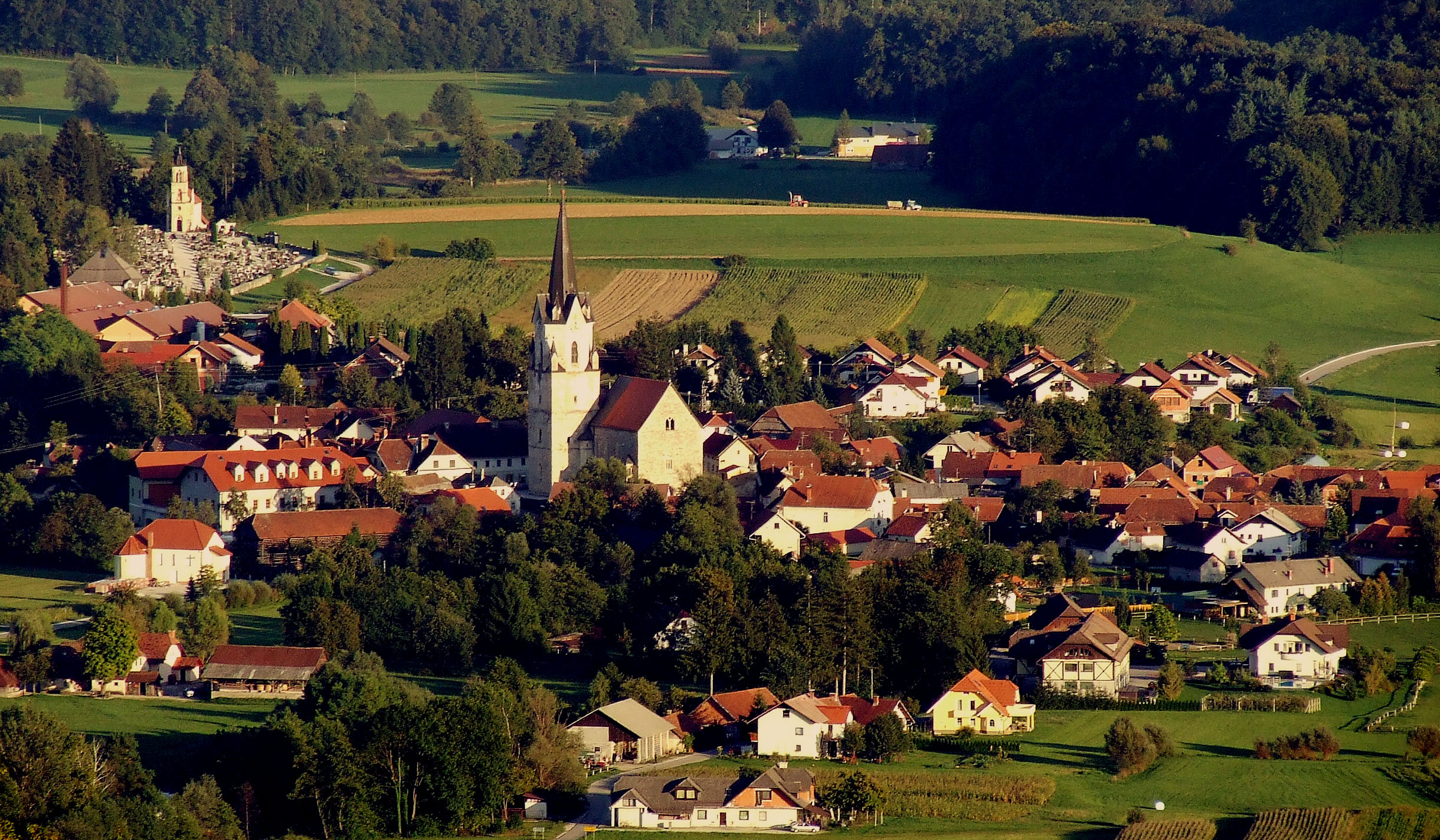

申特魯佩爾特，或译为圣鲁珀特，是斯洛文尼亞東部申特魯佩爾特市鎮的村庄及其行政中心，處於下卡尼奧拉传统地區，面積1.2平方公里，2017年人口310。

## 地名
斯洛文尼亚语名意为“圣鲁珀特”，来自本地堂区教堂的名字。二战后，新的共产主义政府有计划从地名中清除宗教因素。曾有提议将此地改名为，直译是“下卡尼奧拉天堂”，但该提议并未实施。